# Halo.Bungie.Org
Halo.Bungie.Org, muitas vezes referido como HBO, é um fã site, criado em 1999 por Claude Errera (conhecido online pelo pseudônimo "Louis Wu") e dois companheiros, como um site de notícias para o jogo da Bungie chamado Halo: Combat Evolved. O site começou em 1999 como Blam.bungie.org que era o seu nome antes de ser chamado de Halo. O site cobre agora todos os postagens de notícias de jogos, boatos, fanarts e vídeos, artigos e entrevistas de Halo.
O Halo.Bungie.Org cresceu e se tornou o fã site de Halo mais lido, recebendo em torno de 600 000 de acessos em um dia de 2007. Enquanto seus co-fundadores deixaram participação no site, Errera continuou a atualizar todas as seções do site, ocasionalmente com a ajuda de outras pessoas. Além de concursos, o Halo.Bungie.Org também coordena obras de caridade, além de outras atividades para angariar fundos.

## História
Claude Errera e alguns companheiros criaram primeiro o bungie.org para outros jogos da desenvolvedora Bungie, nomeadamente o Marathon, em 1998. Antes do bungie.org, Errera tinha desenvolvido outros sites relacionado a Bungie, desde o início de 1995. Halo.bungie.org começou como "blam.bungie.org", em 26 de maio de 1999, após a informação sobre o que viria a se tornar o Halo, informação que havia vazado após o Electronic Entertainment Expo de 1999.
Enquanto Errera havia usado seu nome real para os sites outros sites anteriores sobre a Bungie, seus co-fundadores preferiram permanecer no anonimato. Naquele momento, pouco se sabia sobre o novo projeto, um das poucas coisas que sabiam era que o jogo possuiria um habitat em forma de anel maciço. Como tal, os fundadores do site analisaram o romance de Larry Niven, Ringworld; Errera assumiu o nome de "Louis Wu", o protagonista do romance de Niven. O primeiro trailer de Halo foi lançado em julho de 1999, e o site foi renomeado. Errera e os outros fundadores do site procuraram as informações da web e disponibilizaram um fórum na página Halo.bungie.org para que os fãs pudessem discutir.
Após um tempo um membro da equipe retirou-se, seguido de outro pouco após a aquisição da Bungie pela Microsoft, deixando Errera como o único webmaster do site. Para Errera a única razão para ser conhecido como o "padrinho" da comunidade sobre Halo é devido a sua presença a longo prazo na comunidade. Após a saída dos outros membros fundadores do site, Errera conseguiu outras pessoas para ajudar nas sub-seções do site. Halo.Bungie.Org é incomum entre os grandes sites, por ser um site não comercial, ou seja, não possui nenhum tipo de tipo de anúncio pago em nenhuma de suas páginas.
Além da grande variedade de informações que o site oferece, outro motivo para o seu desempenho é o fato de que a franquia Halo por si só ser um sucesso, sendo que em outubro de 2014, a Microsoft anunciou que a série vendeu mais de 60 milhões de unidades vendidas. Ed Fries, vice-presidente da Microsoft Game Studios, declarou que não sabe como seria a situação da empresa sem a série Halo. Harold Ryan, da Bungie, disse ao site GamesIndustry.biz que "o Xbox Live não teria conseguido chegar lá. Penso que o Xbox não estaria onde está hoje sem a Bungie e sem Halo".

## Visão geral

Logo da série Halo, série essa responsável pela elaboração do site.

O Halo.Bungie.Org é o fã site mais lido sobre Halo, e é considerado o "avô" de todos os sites de comunidades de Halo, pois o site está em funcionamento desde antes mesmo do lançamento de Halo. Em 2007, recebeu em torno de 600 000 acessos em um dia. O site cobre as notícias do jogo, além de boatos, estratégia de jogo, machinima feitas por fãs, histórias, concursos e fóruns. O site também serve como um compêndio de entrevistas e artigos sobre o Halo que são muito difíceis de encontrar em qualquer outro lugar. Nos primeiros anos, o site recebeu apenas uma pequena quantidade de  material dos fãs, que aumentou  o que tornou a manutenção do site um desafio constante. Errera atribui a longevidade do site pelo fato de não ter apenas fornecer notícias aos fãs de Halo, mas por ser um lugar para compartilhar seu amor a franquia. Em uma época em que não era facil o compartilhamento de vídeos via YouTube, Halo.bungie.org publicava e categorizava os vídeos que os fãs de Halo apresentavam.
Errera lê o conteúdo dos fóruns do Halo.Bungie.Org, à procura de itens interessantes para colocar na página de notícias e monitora os comentários. Ele, então, verifica outros sites de jogos a fim de ficar mais por dentro das notícias. Errera credita o sucesso do site pela sua longevidade; "Quando você está lá desde o início, e você adicionar conteúdo novo a cada dia, as pessoas tendem a voltar," disse. Na opinião de Errera, a comunidade do site de uma forma geral é bem-comportada, embora possa haver a presença de trolls.

## Reconhecimento e caridade
A Bungie tem uma relação forte com o Halo.bungie.org. O site Halo.bungie.org já foi listado como uma fonte dos projetos da Bungie. Os funcionários da Bungie frequentam os fóruns da Halo.bungie.org, para responder perguntas dos fãs, na opinião de Errera, essa interação dos funcionários da Bungie com os jogadores foi um dos principais motivos para que a comunidade Halo ser tão ativa e sites como o HBO fossem importantes para expôr a criação dos fãs, o que segundo Errera, acabou gerando uma recepção positiva. O Halo.bungie.org muitas vezes recebe itens promocionais da Bungie para dar de presente em vários concursos. Seus administradores e membros são repetidamente citados em publicações tradicionais.
Errera foi entrevistado várias vezes por sites de jogos, como o Xbox.com da Microsoft e as grandes organizações de mídia, como CBS e BBC, além de sites especializados como o IGN. O site foi indicado para o prêmio de "melhor fã site", em 2005.
O Halo.bungie.org tem usado a sua notoriedade para realizar diversas captações de recursos para várias causas, incluindo a arrecadação de dinheiro para ajudar aqueles que sofreram as consequências do Furacão Katrina. Os membros do site participaram de um enorme esforço por parte da comunidade de Halo para levantar dinheiro, principalmente através da venda de itens colecionáveis por meio de leilões no eBay. Estes leilões levantaram um pouco menos de 11 mil dólares. Membros da comunidade também ajudaram através de meios pessoais. Em 2003, foi noticiado que o câncer do membro da comunidade Brian Morden havia retornado, a comunidade decidiu criar um fundo de doação para ajudá-lo. Embora Brian tenha falecido mais tarde nesse ano, o fundo tornou-se o Brian Morden Memorial Fund (Fundo Memorial Brian Morden). O impulso para a criação do fundo surgiu da comunidade do site, que mantém uma página no site Halo.bungie.org, de onde é possível fazer doações.